# Corral de Calatrava
Corral de Calatrava – gmina w Hiszpanii, w prowincji Ciudad Real, w Kastylii-La Mancha, o powierzchni 148,77 km². W 2011 roku gmina liczyła 1150 mieszkańców.